# Phragmatobia krugeri
Phragmatobia krugeri là một loài bướm đêm thuộc phân họ Arctiinae, họ Erebidae.